# Politieke socialisatie
Politieke socialisatie is het proces waarbij individuen leren en internaliseren hoe macht vanuit een politiek oogpunt verdeeld is en hoe de wereld rondom hen georganiseerd is en zou moeten georganiseerd zijn. Deze percepties geven vorm aan hoe het individu zichzelf ziet en ze definiëren tevens de visie van het individu over hoe men zich zou moeten gedragen in de politieke en economische instituties waarin men leeft. De term politieke socialisatie omvat ook de manier waarop mensen waarden en opinies verwerven die hun politieke standpunten en ideologie vormgeven. Hierbij wordt nagegaan hoe het menselijk individu doorheen verscheidene levensfases politieke kennis, attituden en politiek gedrag aangeleerd krijgt. Politieke socialisatie verwijst naar het leerproces waarbij normatief acceptabel gedrag wordt overgedragen van de ene generatie naar de andere, hetgeen noodzakelijk is voor een goed functionerend politiek systeem. Het is door de politieke socialisatie dat individuen opgenomen worden in een politieke cultuur en dat hun oriëntatie naar politieke objecten wordt gevormd.

## Socialiserende actoren
Socialiserende actoren, vaak ook instituties genoemd, zorgen in interactie met elkaar voor het beïnvloeden en vormen van mensen hun politieke en economische normen en waarden. Zulke instituties zijn onder andere familie, media, peer group, scholen, geloofssystemen, de werkplaats en de staat.